# Eskimo

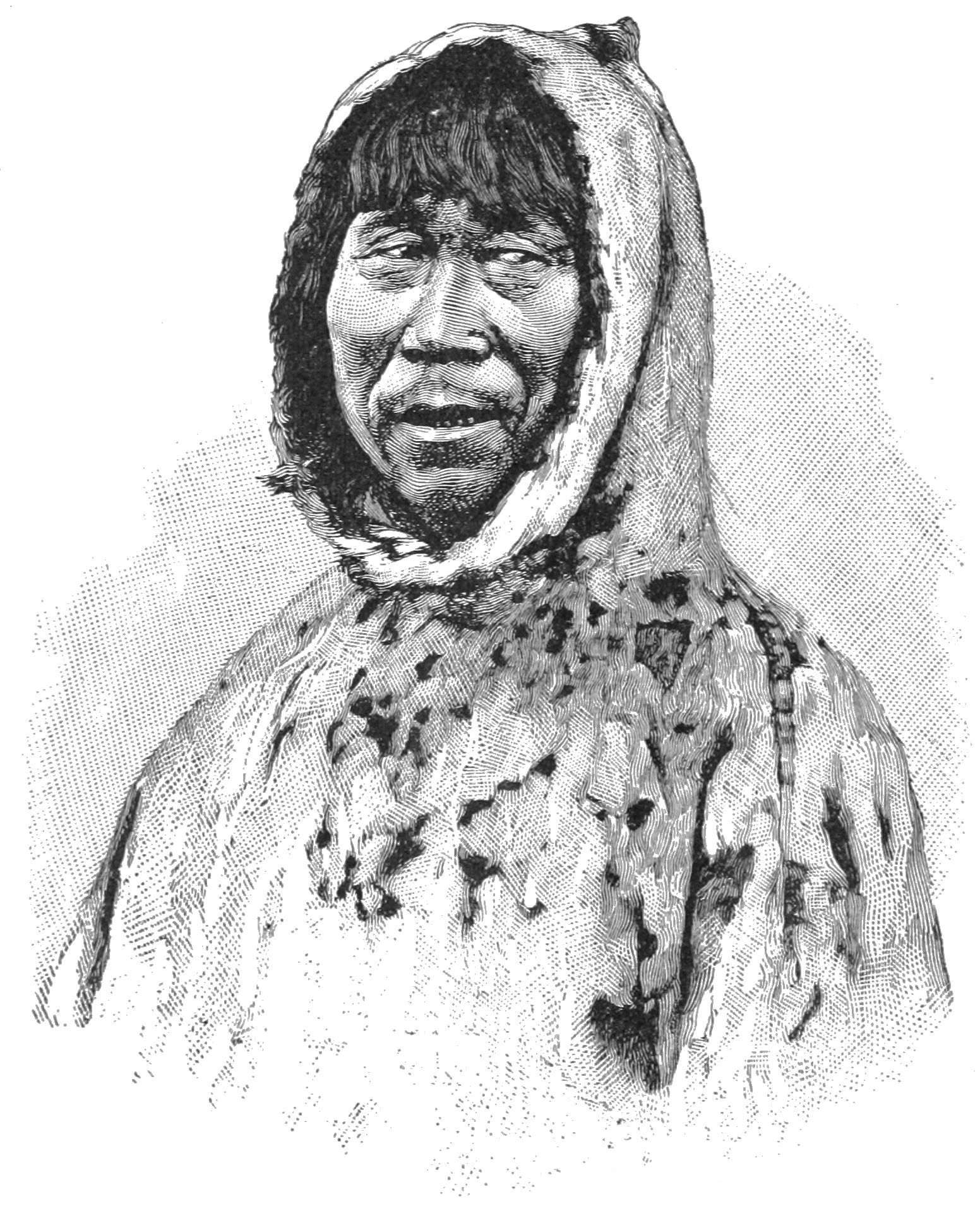
Một người Eskimo ở Greenland

Eskimo (hoặc Esquimaux) hoặc Inuit-Yupik (Alaska:Yupik Inupiat) là dân tộc bản địa sống trên vùng băng giá phân bố từ Đông Siberia (Nga), qua Alaska (Hoa Kỳ), Canada, và Greenland. Hiện nay, người Eskimo có khoảng hai đến ba triệu người, phân thành các nhóm như Eskimo Labrador, Eskimo Bắc Cực, Eskimo Alaska, Eskimo Siberia...

## Nguồn gốc

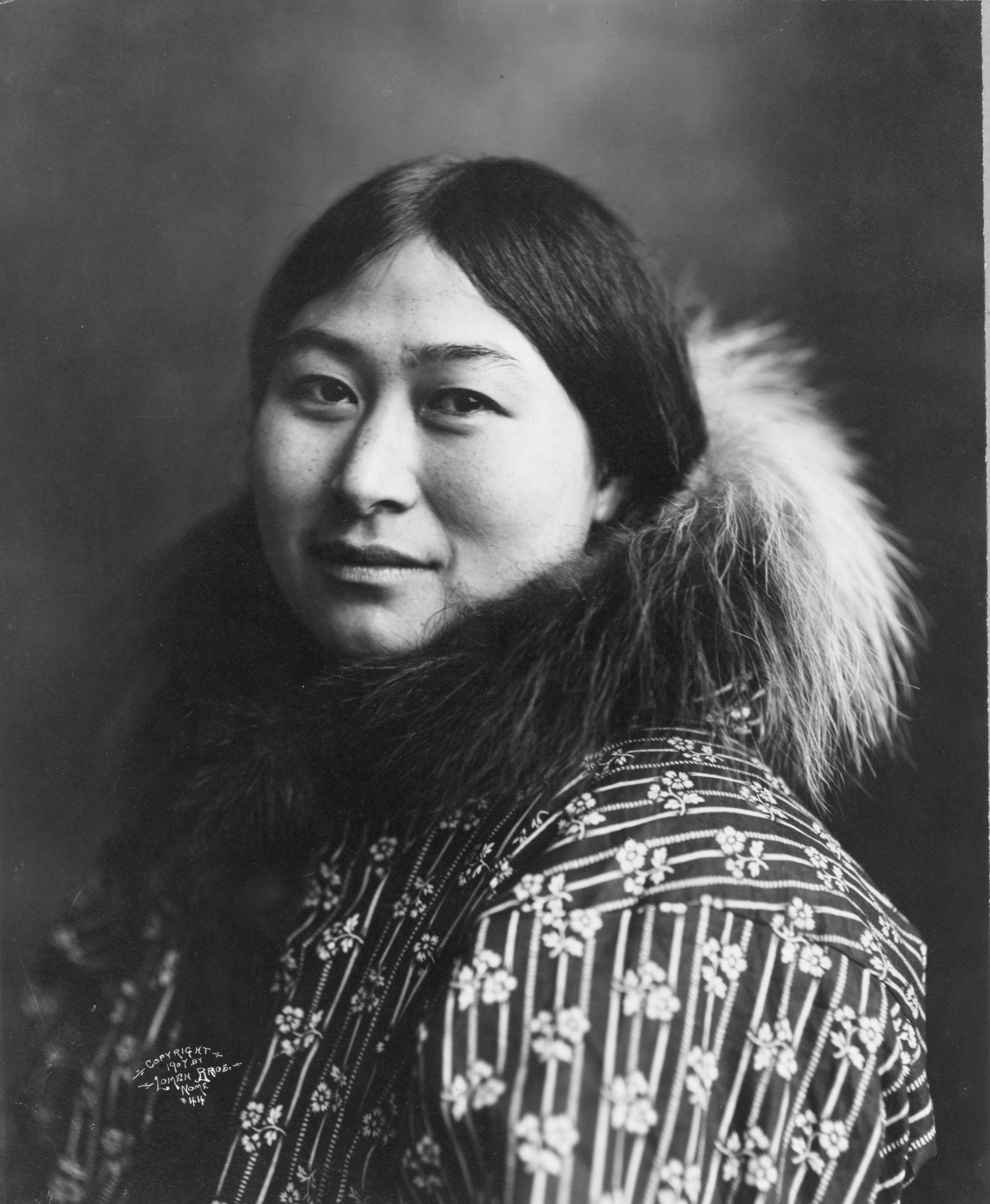
Một phụ nữ Eskimo ở Alaska, năm 1907

## Ngôn ngữ

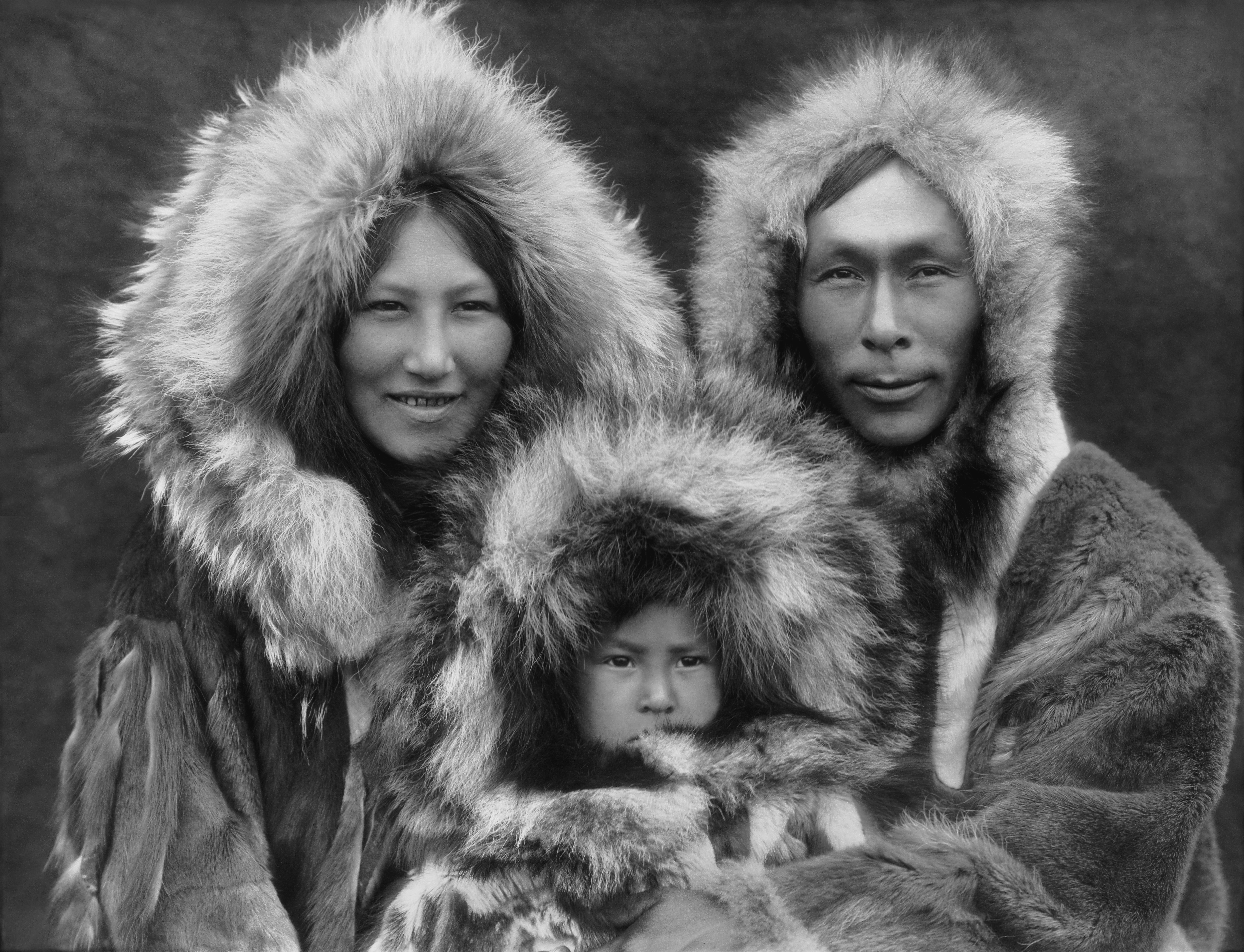
Một gia đình Eskimo ở Alaska, năm 1930

## Trang phục

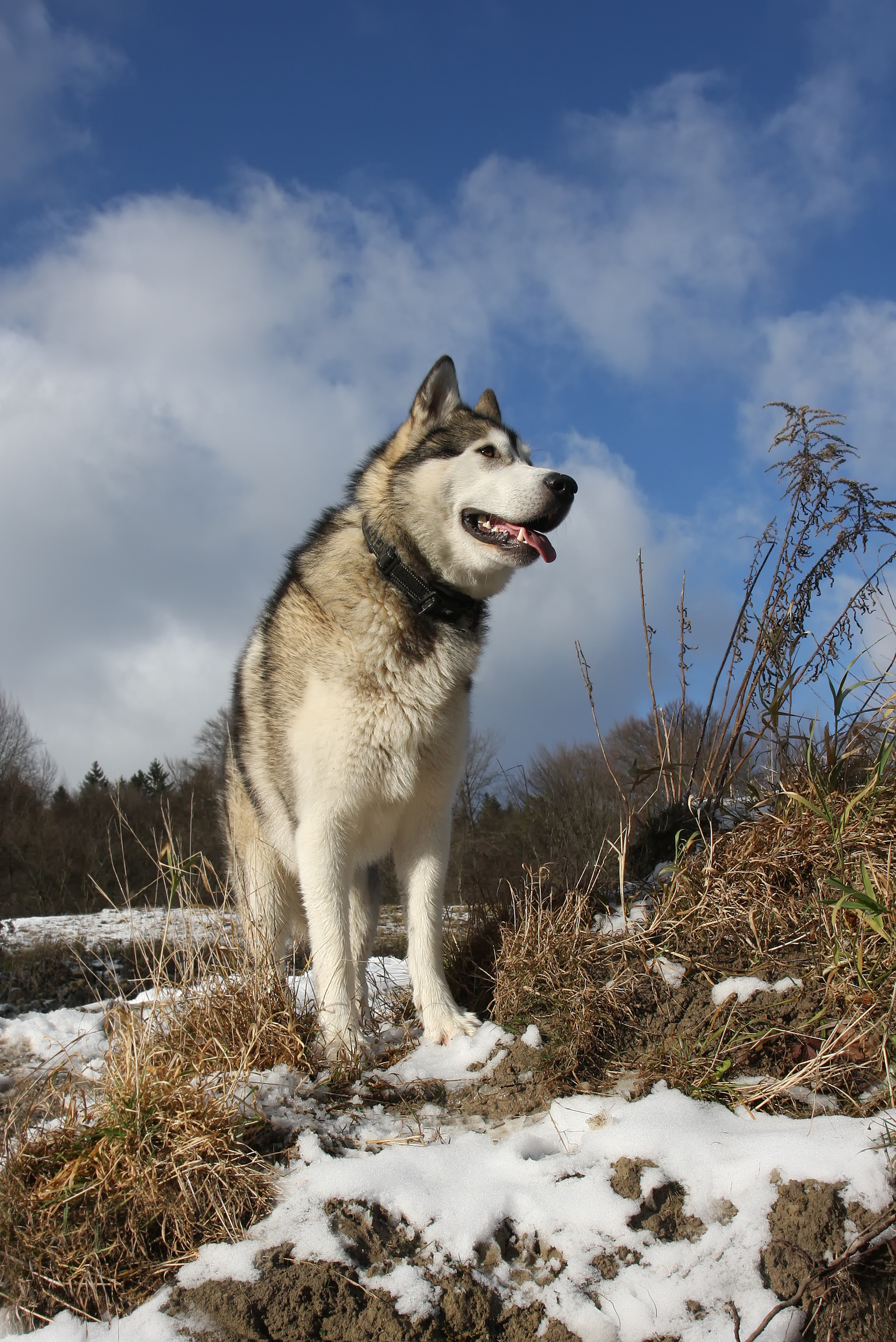
Một con chó Alaskan Malamute